# Powiat Iwate
Powiat Iwate (jap. 岩手郡 Iwate-gun) – powiat w Japonii, w prefekturze Iwate. W 2024 roku liczył 31 426 mieszkańców.

## Miejscowości
- Iwate
- Kuzumaki
- Shizukuishi